# Gandow
Gandow ist ein bewohnter Gemeindeteil der Stadt Lenzen (Elbe) des Amtes Lenzen-Elbtalaue im Landkreis Prignitz in Brandenburg.

## Geografie
Der Ort liegt drei Kilometer südöstlich von Lenzen (Elbe). Die Nachbarorte sind Rudow im Norden, Sterbitz, Leuengarten und Ferbitz im Nordosten, Lanz, Wustrow und Lütkenwisch im Südosten, Holtorf im Süden, Elbholz und Pevestorf im Südwesten sowie Lenzen (Elbe) im Nordwesten.